# Cistella spicicola
Cistella spicicola är en svampart som beskrevs av Huhtinen & Söderh. 1997. Cistella spicicola ingår i släktet Cistella och familjen Hyaloscyphaceae.   Inga underarter finns listade i Catalogue of Life.